# Budapester Salat
Budapester Salat ist ein Fleischsalat mit Stückchen von roten Paprika, Äpfeln, Zwiebeln, Gurken und anderen würzenden Zutaten in einer emulgierten Soße. Die festen Bestandteile des Salats müssen laut den Leitsätzen des Deutschen Lebensmittelbuches für Feinkostsalate mindestens 55 Prozent betragen, davon mindestens 20 Prozent an Fleisch oder Wurstbrät (Brühwürste wie Fleischwurst, Lyoner u. ä.).